# 清朝公爵列表
清朝公爵列表，包括宗室和外藩的鎮國公、輔國公，與五等爵制中的公爵。

## 宗室
- 奉恩镇国公
- 奉恩辅国公
- 不入八分镇国公
- 不入八分辅国公

## 外藩
- 科尔沁左翼中旗辅国公
- 科尔沁左翼中旗辅国公
- 科尔沁左翼中旗辅国公
- 科尔沁左翼中旗辅国公
- 科尔沁左翼中旗辅国公
- 科尔沁左翼后旗辅国公
- 科尔沁右翼后旗扎萨克镇国公
- 科尔沁左翼后旗辅国公
- 科尔沁左翼后旗辅国公
- 郭尔罗斯部镇国公
- 郭尔罗斯部辅国公
- 喀喇沁部辅国公
- 喀喇沁部辅国公
- 喀喇沁部辅国公
- 敖汉部公品級
- 敖汉部镇国公
- 巴林部辅国公
- 扎鲁特部镇国公
- 翁牛特部辅国公
- 翁牛特部镇国公
- 乌珠穆沁部镇国公
- 乌珠穆沁部辅国公
- 苏尼特部辅国公
- 阿巴噶部辅国達爾漢公
- 乌喇特部扎萨克镇国公
- 乌喇特部扎萨克镇国公
- 乌喇特部扎萨克辅国公
- 喀尔喀右翼部镇国公
- 鄂尔多斯部辅国公
- 土谢图汗部扎萨克辅国公
- 土谢图汗部扎萨克辅国公
- 土谢图汗部扎萨克镇国公
- 土谢图汗部扎萨克辅国公
- 土谢图汗部扎萨克辅国公
- 土谢图汗部扎萨克辅国公
- 车臣汗部辅国公
- 车臣汗部辅国公
- 车臣汗部镇国公
- 车臣汗部扎萨克镇国公
- 车臣汗部扎萨克辅国公
- 札萨克图汗部辅国公
- 札萨克图汗部扎萨克镇国公
- 札萨克图汗部扎萨克辅国公
- 札萨克图汗部扎萨克辅国公
- 札萨克图汗部扎萨克辅国公
- 札萨克图汗部扎萨克辅国公
- 札萨克图汗部辅国公
- 札萨克图汗部扎萨克辅国公
- 札萨克图汗部扎萨克辅国公
- 札萨克图汗部扎萨克镇国公
- 札萨克图汗部辅国公
- 赛音诺颜部镇国公
- 赛音诺颜部辅国公
- 赛音诺颜部辅国公
- 赛音诺颜部扎萨克辅国公
- 赛音诺颜部扎萨克辅国公
- 赛音诺颜部扎萨克辅国公
- 赛音诺颜部扎萨克辅国公
- 赛音诺颜部扎萨克镇国公
- 赛音诺颜部辅国公
- 赛音诺颜部扎萨克辅国公
- 赛音诺颜部辅国公
- 杜尔伯特部扎萨克镇国公
- 杜尔伯特部扎萨克辅国公
- 杜尔伯特部扎萨克辅国公
- 土尔扈特部扎萨克辅国公
- 土尔扈特部扎萨克辅国公
- 阿拉善厄鲁特旗镇国公
- 阿拉善厄鲁特旗镇国公
- 青海和硕特部扎萨克辅国公
- 青海和硕特部扎萨克辅国公
- 青海辉特部扎萨克辅国公
- 歸化城土默特辅国公
- 察哈爾和硕特辅国公
- 察哈爾和硕特辅国公
- 黑龍江厄鲁特辅国公
- 西藏扎萨克鎮國公（辅国公）
- 西藏辅国公
- 西藏辅国公
- 拜城回部辅国公
- 和阗回部辅国公
- 乌什回部贝子品级辅国公
- 京師回部辅国公
- 京師回部辅国公

## 功臣

### 超品公
封超品公者：
1. 扬古利（天聪八年五月，后赠王。崇德中子塔瞻降袭一等公，英诚）。

### 一等公
封一等公者：（有承恩二字者與其他人不同，多因是皇后之父而封）
1. 图赖（顺治三年五月，雄勇）
2. 谭泰（顺治八年闰二月）
3. 遏必隆（二等公图尔格弟，顺治九年正月由袭爵晋封。康熙六年七月复于原封一等公外加封）
4. 衮布（三等公和硕图孙，顺治九年正月由袭爵晋封。康熙中从子增寿仍袭三等）
5. 额尔克戴青（三等子恩格德尔子，顺治九年七月由袭爵晋封，后降二等）
6. 索尼（康熙六年闰四月于原封一等伯外加封）
7. 黄梧（康熙六年五月，海澄）
8. 鳌拜（康熙六年七月于原封二等公外加封，超武）
9. 噶布喇（康熙十三年十二月，承恩）
10. 佟国维（康熙二十八年七月，承恩）
11. 费扬古（三等伯鄂硕子，康熙三十六年七月由袭爵以军功晋封。后其子陈泰降袭一等侯，昭武）
12. 臼启（雍正元年二月，承恩）
13. 年遐龄（雍正二年三月）
14. 年羹尧（雍正二年三月）
15. 五格（雍正十三年十月，承恩）
16. 凌柱（雍正十三年十一月，承恩，因是孝聖憲皇后生父而追封一等公）
17. 讷亲（二等公图尔格从孙，雍正十三年十二月由袭爵晋封）
18. 富文（乾隆十三年五月，承恩）
19. 傅恒（乾隆十四年正月，忠勇，后追封郡王）
20. 班第（乾隆二十年五月，诚勇）
21. 萨拉尔（乾隆二十年五月，超勇。寻削，后封二等伯）
22. 策楞（乾隆二十一年二月，旋撤）
23. 兆惠（乾隆二十三年十一月，武毅谋勇）
24. 明瑞（一等承恩公富文子，乾隆二十四年三月由袭爵以军功加号毅勇，三十三年正月加号诚嘉）
25. 阿里衮（二等果毅公图尔格从孙，乾隆二十四年三月由袭爵以军功晋封）
26. 豐昇額（一等果毅公阿里衮子，乾隆四十一年正月由袭爵以军功加号继勇）
27. 阿桂（乾隆四十一年正月，诚谋英勇）
28. 福康安（乾隆五十三年十二月，嘉勇。五十八年五月加号忠锐。六十年十月晋封贝子，后赠郡王）
29. 孙士毅（乾隆五十三年十二月，谋勇。寻削，后封三等男，赠公）
30. 海兰察（乾隆五十七年九月，超勇）
31. 勒保（嘉庆三年八月。寻削，后封一等伯，赠侯）
32. 和珅（嘉庆三年八月，忠襄）
33. 长龄（道光十七年十一月，威勇）
34. 德懋（同治元年三月，承恩）
35. 黎元洪（宣統九年五月十三日，封为一等公）

赠一等公者：
1. 费英东（顺治十六年正月由三等子追封三等公，乾隆四十三年追晋，信勇）
2. 佟图赖（康熙十六年八月由三等子赠，承恩）
3. 西哈（康熙三十六年）
4. 图海（康熙六十一年十二月由三等公追晋，忠达）
5. 佟养真（雍正元年四月，承恩）
6. 额布根（雍正元年二月，承恩）
7. 额参（雍正元年二月，承恩）
8. 魏武（雍正元年二月，承恩）
9. 费扬古（雍正元年三月，承恩）
10. 赍塔（雍正五年十月由赠一等男追晋，褒绩）
11. 透讷（雍正十三年十月，承恩）
12. 巴图鲁布克查（雍正十三年十月，承恩）
13. 额宜腾（雍正十三年十一月，承恩）
14. 吴禄（雍正十三年十一月，承恩）
15. 音德（二等公图尔格弟子，乾隆元年由袭爵赠）
16. 李荣保（乾隆二年十二月，承恩）
17. 哈什屯（乾隆十三年五月，承恩）
18. 米思翰（乾隆十三年五月，承恩）
19. 讷尔布（乾隆十五年八月，承恩）
20. 和琳（嘉庆元年九月由一等宣勇伯赠）
21. 恭保（嘉庆六年四月，承恩）
22. 庆祥（赠三等义烈公纳穆扎尔孙，道光六年九月由袭爵赠）

### 二等公
封二等公者：
1. 英俄尔岱（一作英古尔代，顺治四年六月）
2. 鳌拜（顺治九年二月，后于原封外加封一等公）
3. 额尔克戴青（顺治十一年由一等公降）
4. 罗璧（一等伯程尼叔父，顺治十二年七月以世职兼袭爵并封）

赠二等公者：
1. 图尔格（顺治九年正月由三等公赠，果毅）

### 三等公
封三等公者：
1. 和硕图（三等子何和哩子，天聪二年由袭爵以军功晋封，勇勤）
2. 武纳格（一作吴讷黑）（天聪八年五月）
3. 图尔格（崇德八年十月，后追晋二等）
4. 阿山（顺治二年三月，后降一等子）
5. 宗室拜音图（顺治三年五月）
6. 图海（康熙十五年八月，后追晋一等）
7. 岳钟琪（雍正二年三月封，十年削，乾隆十四年三月复封，威信）
8. 玛木特（乾隆二十年五月，信勇）
9. 花沙布（嘉庆四年四月，承恩）
10. 盛住（嘉庆四年四月，承恩）
11. 额勒登保（嘉庆十年八月，威勇）
12. 德楞泰（嘉庆十四年正月，继勇）
13. 恭阿拉（嘉庆十七年十二月，承恩）
14. 广科（咸丰十一年十二月，承恩）
15. 照祥（咸丰十一年十二月，承恩）
16. 崇绮（同治十三年六月，承恩）
17. 桂祥（光绪十四年十月，承恩）

赠三等公者：
1. 何和哩（天聪中由三等子赠）
2. 多尼库鲁格（崇德七年由一等子赠，建烈）
3. 陈福（康熙十四年十二月由三等男赠。子世琳袭三等子）
4. 恩格德尔（雍正七年正月由三等子赠，奉义。乾隆九年其裔孙降袭一等侯）
5. 纳穆扎尔（乾隆二十四年四月由一等伯赠，义烈）
6. 清泰（乾隆六十年十二月，承恩）
7. 和尔经额（嘉庆元年二月，承恩）
8. 嗣兴（嘉庆四年四月，承恩）
9. 武士宜（嘉庆四年四月，承恩）
10. 爱星阿（嘉庆四年五月，承恩）
11. 常安（嘉庆四年五月，承恩）
12. 布彦达赍（道光元年九月，承恩）
13. 富泰（道光三十年十一月，承恩）
14. 兴德（咸丰□年□月，承恩）
15. 昆山（咸丰□年□月，承恩）
16. 花良阿（咸丰□年□月，承恩）
17. 颐龄（咸丰□年□月，承恩）
18. 明山（同治元年八月，承恩）
19. 祺昌（同治元年八月，承恩）
20. 策普坦（同治元年八月，承恩）
21. 福克精阿（同治元年八月，承恩）
22. 穆扬阿（同治元年八月，承恩）
23. 吉朗阿（同治元年八月，承恩）
24. 景瑞（同治元年八月，承恩）
25. 惠徵（同治元年八月，承恩）

### 无等级公
封公不言等者：
1. 额亦都（崇德元年由一等子赠）
2. 沈志祥（崇德四年十月，续顺）
3. 郑成功（顺治十年五月，海澄）
4. 白文选（康熙元年十一月，承恩）
5. 孙徵灏（义王孙可望子，康熙十一年七月降袭，慕义）
6. 郑克塽（郑经子，康熙二十二年十二月仍授公衔）
7. 孙士毅（嘉庆元年七月由三等男赠，孙均袭封伯）

## 衍聖公
衍聖公是一品世职，而非超品民爵公
- 孔胤植（1621年—1644年—1648年）
- 孔兴燮（1648年—1667年）
- 孔毓圻（1668年—1723年）
- 孔传铎（1723年—1735年）
- 孔继濩（1735年追赠）
- 孔广棨（1731年—1743年）
- 孔昭焕（1743年—1782年）
- 孔宪培（1782年—1793年）
- 孔庆镕（1794年—1841年）
- 孔繁灏（1841年—1862年）
- 孔祥珂（1863年—1876年）
- 孔令贻（1877年—1912年—1919年）